# Rodrigo Meirelles
Rodrigo Meirelles es un deportista brasileño que compitió en vela en la clase Star. Ganó una medalla de plata en el Campeonato Mundial de Star de 1994 y una medalla de bronce en el Campeonato Europeo de Star de 1998.

## Palmarés internacional
| Campeonato Mundial | Campeonato Mundial         | Campeonato Mundial | Campeonato Mundial |
| Año                | Lugar                      | Medalla            | Clase              |
| ------------------ | -------------------------- | ------------------ | ------------------ |
| 1994               | San Diego (Estados Unidos) | Medalla de plata   | Star               |
| Campeonato Europeo |                            |                    |                    |
| Año                | Lugar                      | Medalla            | Clase              |
| 1998               | Kiel (Alemania)            | Medalla de bronce  | Star               |

1. ↑  En algunas ediciones del Campeonato Europeo se permitió la participación de regatistas de otros continentes.